# Giuseppe Vaccaro (matematico)
Giuseppe Vaccaro (Casteltermini, 10 maggio 1917 – Roma, 2 marzo 2004) è stato un matematico italiano.

## Biografia
Nato a Casteltermini nel libero consorzio comunale di Agrigento nel 1917 e trasferitosi nel 1926 a Caltanissetta dove consegue la licenza liceale, nel giugno del 1939 si laurea con lode in matematica all'Università di Palermo. L'anno successivo è borsista presso l'Istituto Nazionale di Alta Matematica (INDAM), iniziando al contempo la carriera universitaria come assistente prima incaricato poi ordinario sia di Enrico Bompiani che di Enzo Martinelli. 
Nel 1952 ottiene la libera docenza in geometria analitica e riceve quindi diversi incarichi di insegnamento presso la Facoltà di Scienze matematiche, fisiche e naturali dell'Università di Roma La Sapienza. Nel 1962, vinto un concorso a cattedre, diviene professore ordinario di geometria alla Facoltà di Ingegneria della stessa università, dove rimase fino al pensionamento, quindi la nomina a professore emerito.
Dal 1968 al 1973 è preside della Facoltà di Ingegneria e pro-rettore per essere poi eletto, fino al 1976, rettore dell'Università La Sapienza di Roma. Negli anni '60, contribuì in modo determinante alla nascita della Facoltà di Ingegneria dell'Università dell'Aquila, meriti riconosciuti poi con la laurea ad honorem in Ingegneria.
Medaglia d'oro ai Benemeriti della Scuola, della Cultura e dell'Arte nel 1973, ricevette il premio EUR ai Benemeriti della Cultura nel 1976 e la nomina di Benemerito dell'Accademia dei XL, nonché fu socio dell'Accademia Peloritana di Messina e membro dell'Accademia degli Incamminati. 
Si occupò prevalentemente di geometria algebrica e differenziale.

## Opere
- Lezioni di geometria, 2 voll., Libreria Eredi Virgilio Veschi, Roma, 1960-61 (con successive edizioni).
- Esercizi e complementi di geometria, Libreria Eredi Virgilio Veschi, Roma, 1962 (con successive edizioni).
- Lezioni di geometria con elementi di algebra lineare, Libreria Eredi Virgilio Veschi, Roma, 1965 (con successive edizioni).
- Esercizi e complementi di geometria e algebra lineare, Libreria Eredi Virgilio Veschi, Roma, 1966 (con successive edizioni).